# Nannococcyx psix
Nannococcyx psix е изчезнал вид птица от семейство Cuculidae.

## Разпространение
Видът е разпространен в Света Елена, Възнесение, Тристан да Куня.